# Eriopyga griseirena
Eriopyga griseirena är en fjärilsart som beskrevs av William Schaus. Eriopyga griseirena ingår i släktet Eriopyga och familjen nattflyn. Inga underarter finns listade i Catalogue of Life.